# Fredi M. Murer
Alfred Melchior Murer  (1 de octubre de 1940 en Beckenried, Nidwalden, Suiza) es un director de cine y fotógrafo suizo. Actualmente es el director de la Academia Cinematográfica Suiza. Schweizerische Depeschenagentur (SDA): Schweizer Filmpreis 2009 Kompromiss zwischen BAK und Filmakademie.

## Biografía
Fredi M. Murer es el último de seis hermanos y su familia se mudó pronto a Altdorf (Uri), donde fue a la escuela. A los 13 años vio su primera película (El niño de Charlie Chaplin).
Desde 1959 estudió en la escuela de arte de Zúrich, donde inicialmente realizó cursos de pintura para decidirse posteriormente a la fotografía. Desde 1965 vive del cine y todavía vive en esta ciudad.

## Trabajo
Su trabajo tiene gran influencia de las imágenes de Heinrich Danioth y su colección con Urner Sagen de Pfarrer Josef Müller. Sus películas destacan por una gran sencillez y discreción que plasma de una manera sincera y efectiva los sentimientos.
En su película documental „Nosotros los habitantes de las montañas. se acercó al mundo del misticismo y la magia, que tan profunda relación tiene con los habitantes de las zonas de montaña. La cinta muestra la situación en tres valles diferentes del Cantón de Uri: El todavía rural Maderanertal, el turístico Schächental, donde los ganaderos y los nuevos vecinos deben convivir en un mundo industrializado, y el valle de Göscheneralp, donde el pueblo tuvo que ceder parte del lago. En el primero ellos permanecen, en el segundo deben mudarse y en el tercero deciden hacerlo ellos. El tema de los habitantes de las zonas montañosas, escenificado en su país pero extrapolable a cualquier otra región de las mismas características, es un tema recurrente en su trabajo.
El más conocido trabajo de Murer es Höhenfeuer, que muestra el comportamiento del ser humano ante el aislamiento y la soledad y tiene unos diálogos mínimos. Im Dokumentarfilm Der grüne Berg lieferte Murer einen Beitrag zur Diskussion um die Lagerung radioaktiver Abfälle bei Wolfenschiessen  im Kanton Nidwalden.

## Premios
- 1997. Premio Innerschweizer

## Filmografía
- 1962: Marcel
- 1965: Pazifik - oder die Zufriedenen
- 1965: Sylvan
- 1966: Chicorée (zusammen mit Urban Gwerder)
- 1966: Bernhard Luginbühl
- 1967: High and Heimkiller
- 1968: Swiss Made 2069
- 1969: Sadis - fiction
- 1969: Vision of a blind man
- 1972: Passagen
- 1973: Christopher und Alexander
- 1974: Wir Bergler in den Bergen sind eigentlich nicht schuld, daß wir da sind
- 1979: Grauzone’
- 1982: A New Face of Debbie Harry
- 1985: Höhenfeuer
- 1987: Sehen mit anderen Augen
- 1987: Jenatsch (Darsteller)
- 1990: ’’Der grüne Berg’’ (La montaña verde)
- 1991: Die verborgene Fiktion im Dokumentarfilm
- 1998: ’’Vollmond’’ (Luna llena)
- 2004: Downtown Switzerland (Produktion, Regie, Buch)
- 2006: Vitus